# Columba (oiseau)
Pour les articles homonymes, voir Columba et Pigeon (homonymie).
Pigeons
Genre
Les pigeons (genre Columba) sont des oiseaux de la famille des Columbidae, vivant à l'origine dans les milieux terrestres mais s'étant répandus, pour certaines espèces, en plaine et dans les villes, et se nourrissant principalement de graines, mais avec un régime très élargi autour des lieux où les déchets alimentaires leur sont disponibles, ce qui leur vaut parfois le surnom d'« éboueurs urbains ».
Pesant en moyenne 500 à 800 g, ces oiseaux appartiennent à plusieurs espèces. On les trouve dans tous les continents. Le pigeon vit entre 5 et 10 ans et (en général) forme des couples stables. Le mâle et la femelle partagent toutes les tâches, y compris celle de nourrir les pigeonneaux avec le lait de jabot qu'ils produisent à l'aide d'une glande de leur jabot.
Le pigeon domestique (Columba livia domestica) est élevé pour sa chair, mais aussi pour la colombophilie et la colombiculture. C'est aussi un oiseau commensal des centres-villes.

## Liste des espèces

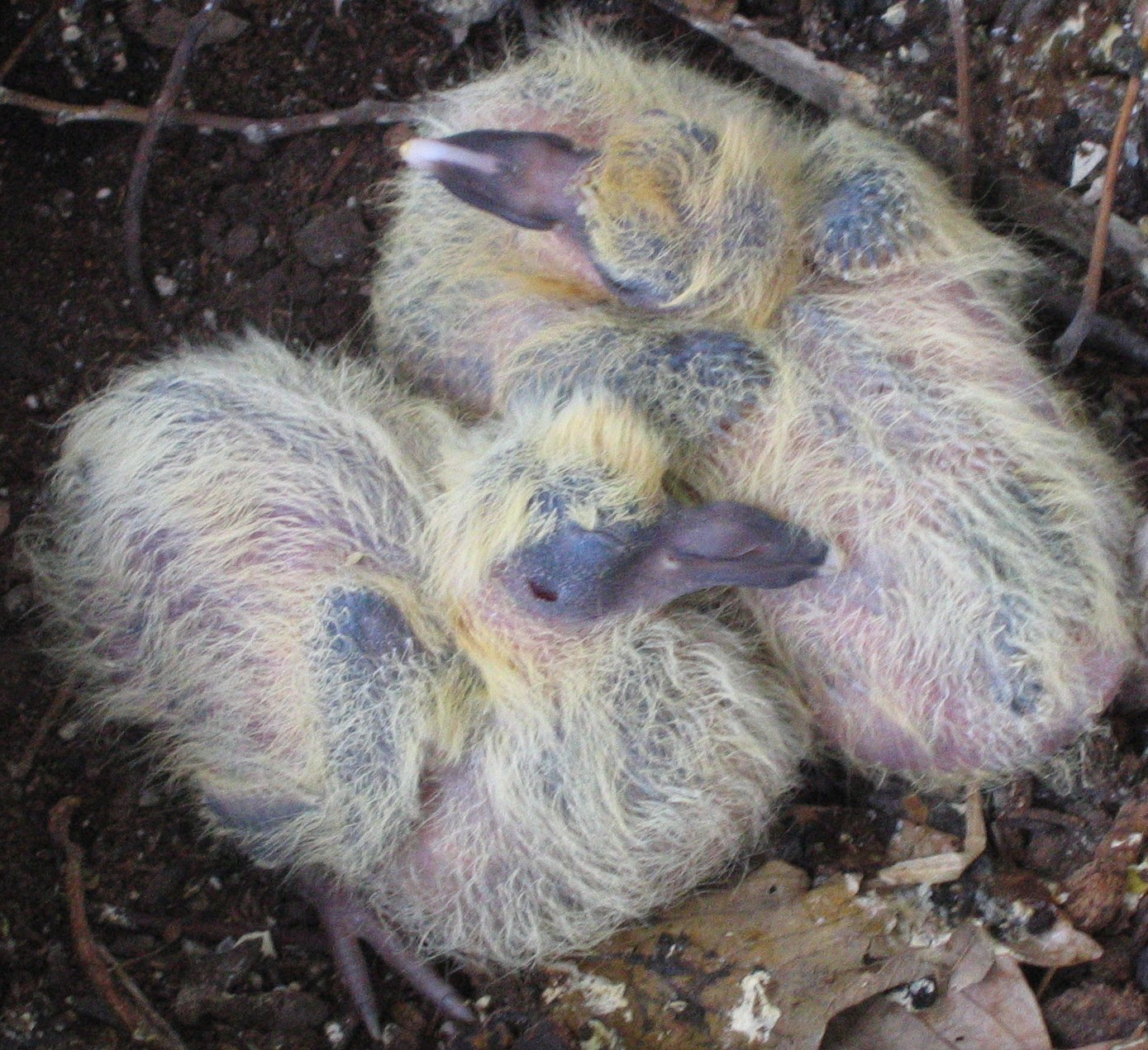
Pigeons âgés de quelques jours.

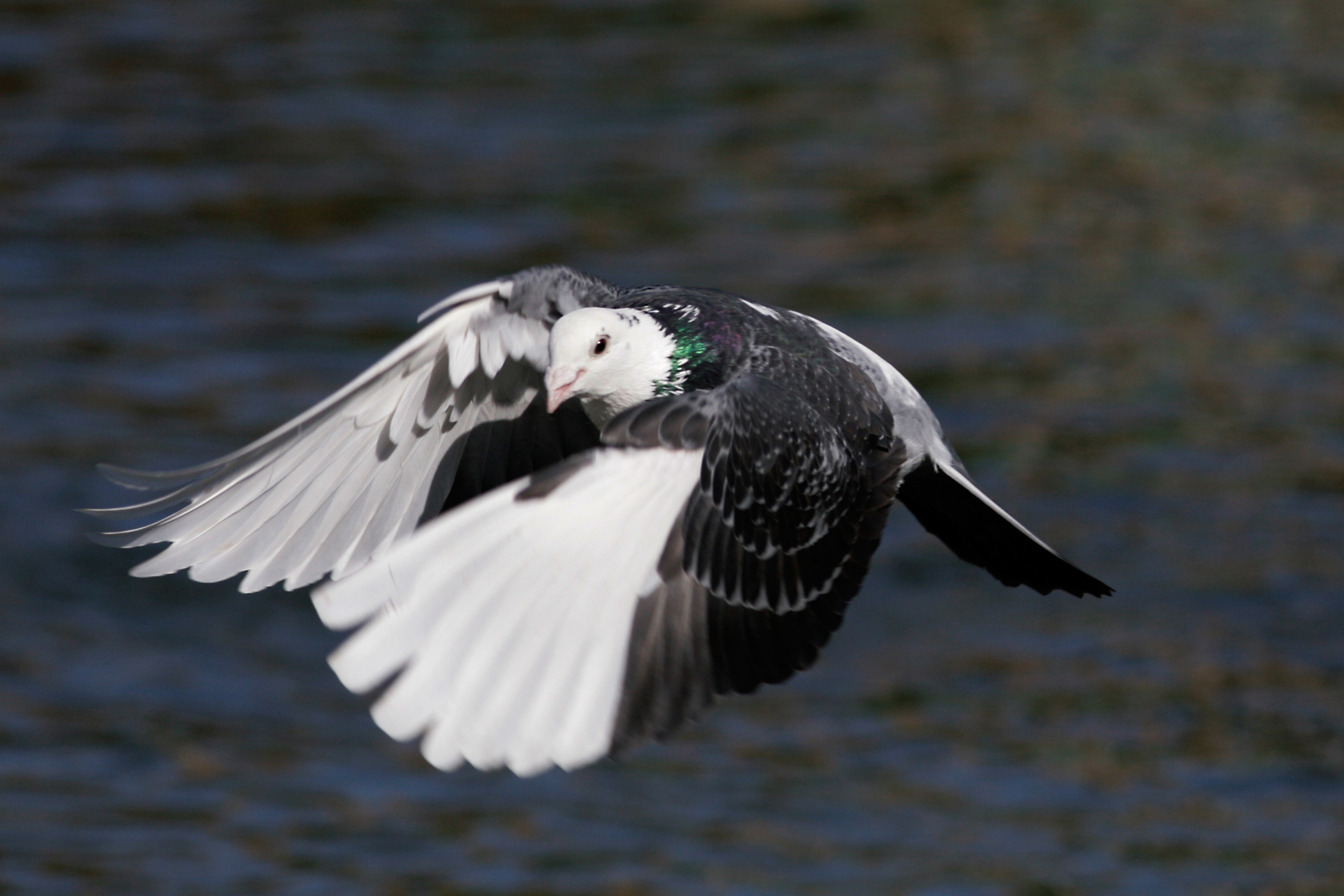
Les croisements entre pigeons sauvages et de nombreuses variétés de pigeons domestiques expliquent la grande variété des « robes » observées.

D'après la classification de référence (version 15.1, 2025) du Congrès ornithologique international (ordre phylogénique) :
- Columba livia – Pigeon biset
- Columba rupestris – Pigeon des rochers
- Columba leuconota – Pigeon des neiges
- Columba guinea – Pigeon roussard
- Columba albitorques – Pigeon à collier blanc
- Columba oenas – Pigeon colombin
- Columba eversmanni – Pigeon d'Eversmann
- Columba oliviae – Pigeon de Somalie
- Columba palumbus – Pigeon ramier
- Columba trocaz – Pigeon trocaz
- Columba bollii – Pigeon de Bolle
- Columba junoniae – Pigeon des lauriers
- Columba unicincta – Pigeon gris
- Columba arquatrix – Pigeon rameron
- Columba sjostedti – Pigeon du Cameroun
- Columba thomensis – Pigeon de Sao Tomé
- Columba pollenii – Pigeon des Comores
- Columba hodgsonii – Pigeon de Hodgson
- Columba albinucha – Pigeon à nuque blanche
- Columba pulchricollis – Pigeon cendré
- Columba elphinstonii – Pigeon d'Elphinstone
- Columba torringtoniae – Pigeon de Ceylan
- Columba punicea – Pigeon marron
- Columba argentina – Pigeon argenté
- Columba palumboides – Pigeon des Andaman
- Columba janthina – Pigeon violet
- †Columba versicolor – Pigeon de Kittlitz
- †Columba jouyi – Pigeon à col d'argent
- Columba vitiensis – Pigeon à gorge blanche
- Columba leucomela – Pigeon leucomèle
- Columba pallidiceps – Pigeon à tête pâle
- Columba delegorguei – Pigeon de Delegorgue
- Columba iriditorques – Pigeon à nuque bronzée
- Columba malherbii – Pigeon de Malherbe
- Columba larvata – Pigeon à masque blanc

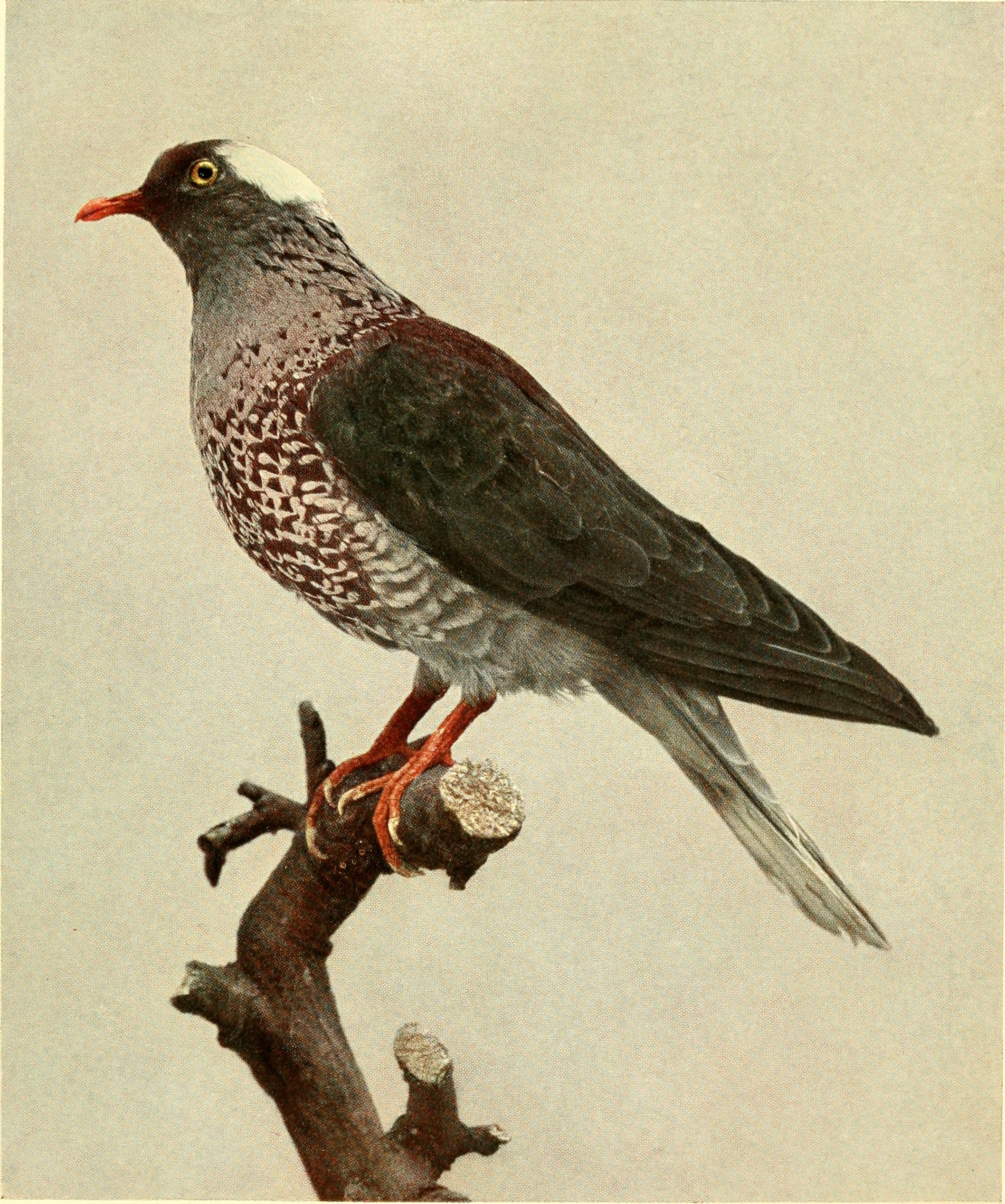
Columba albinucha
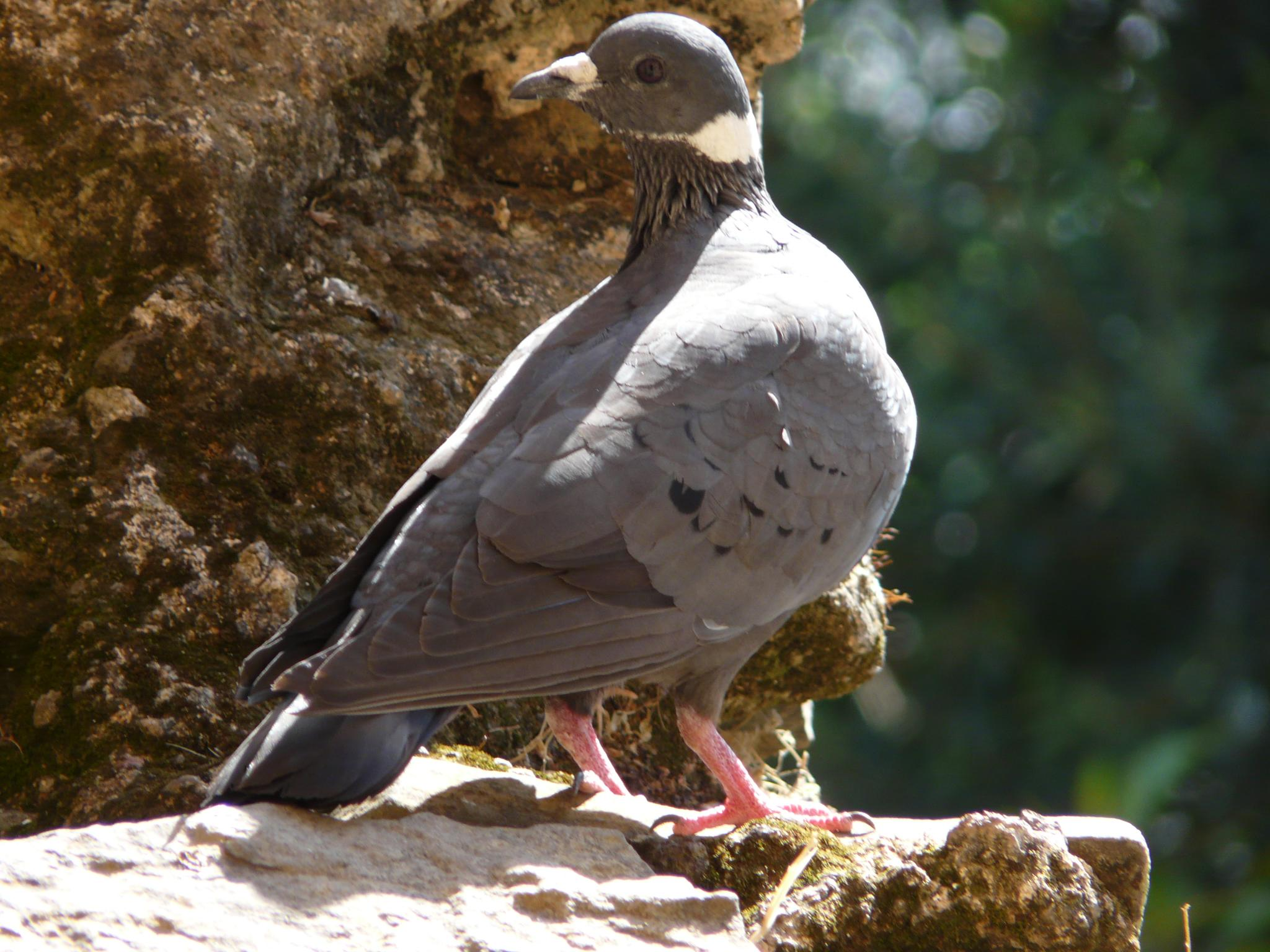
Columba albitorques
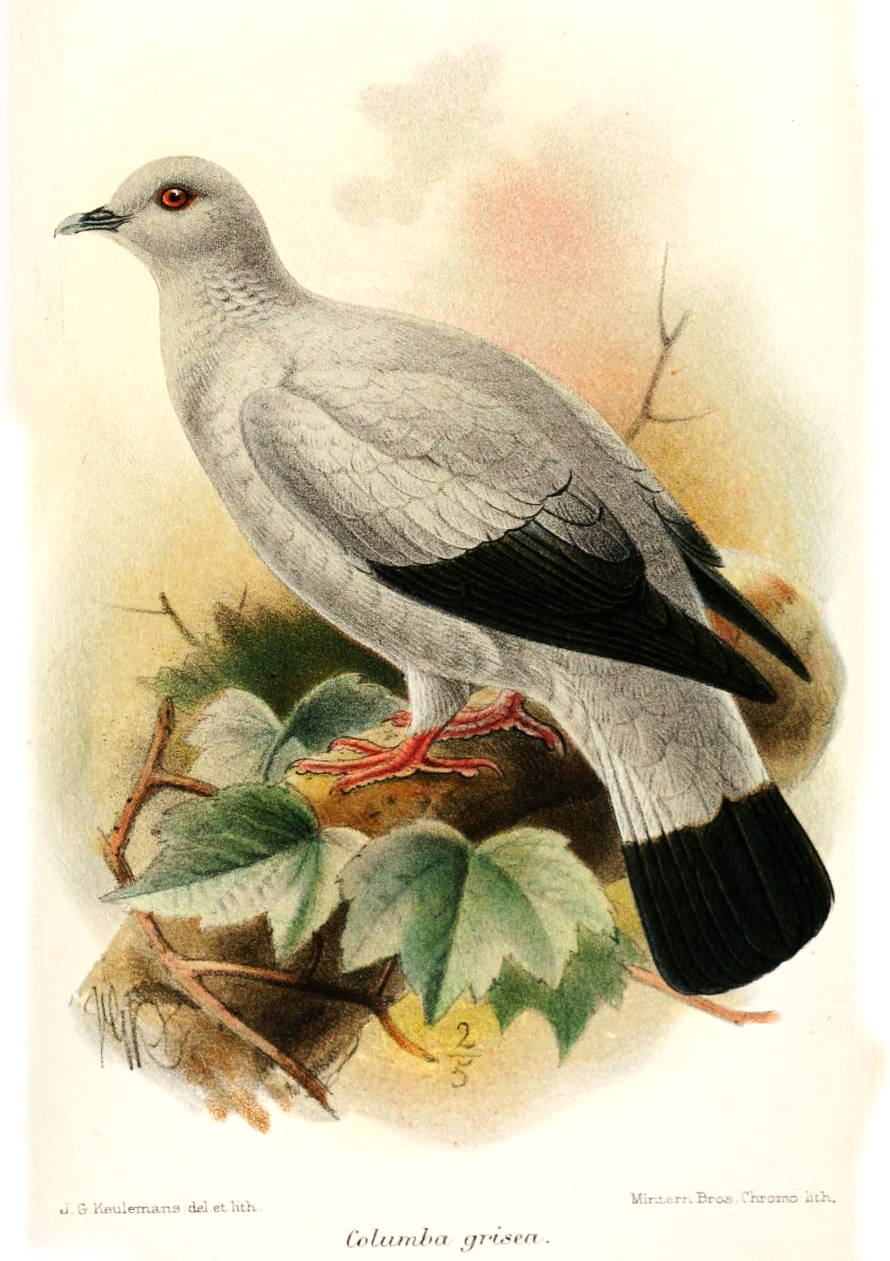
Columba argentina
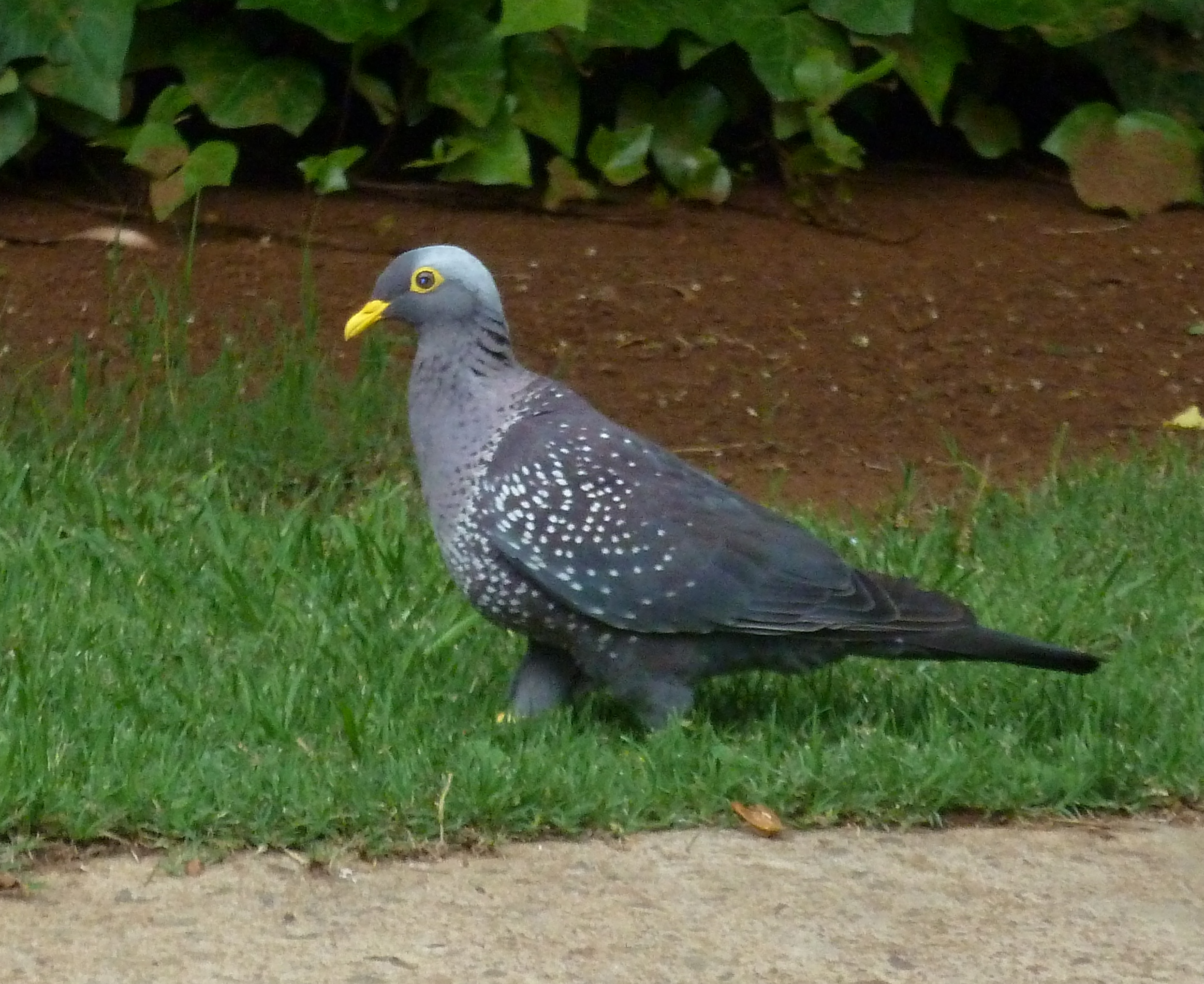
Columba arquatrix
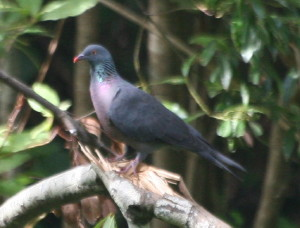
Columba bollii
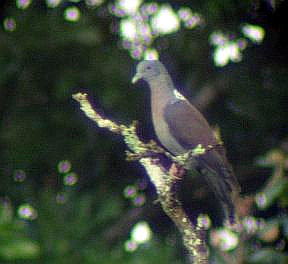
Columba delegorguei
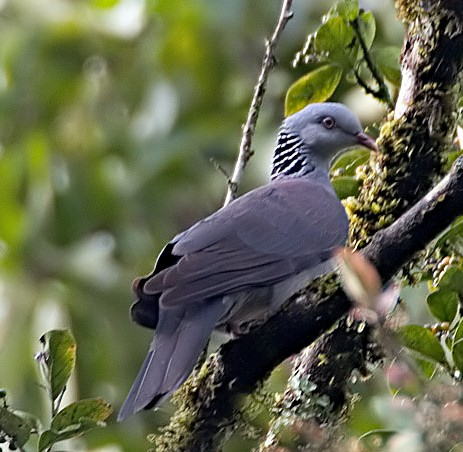
Columba elphinstonii
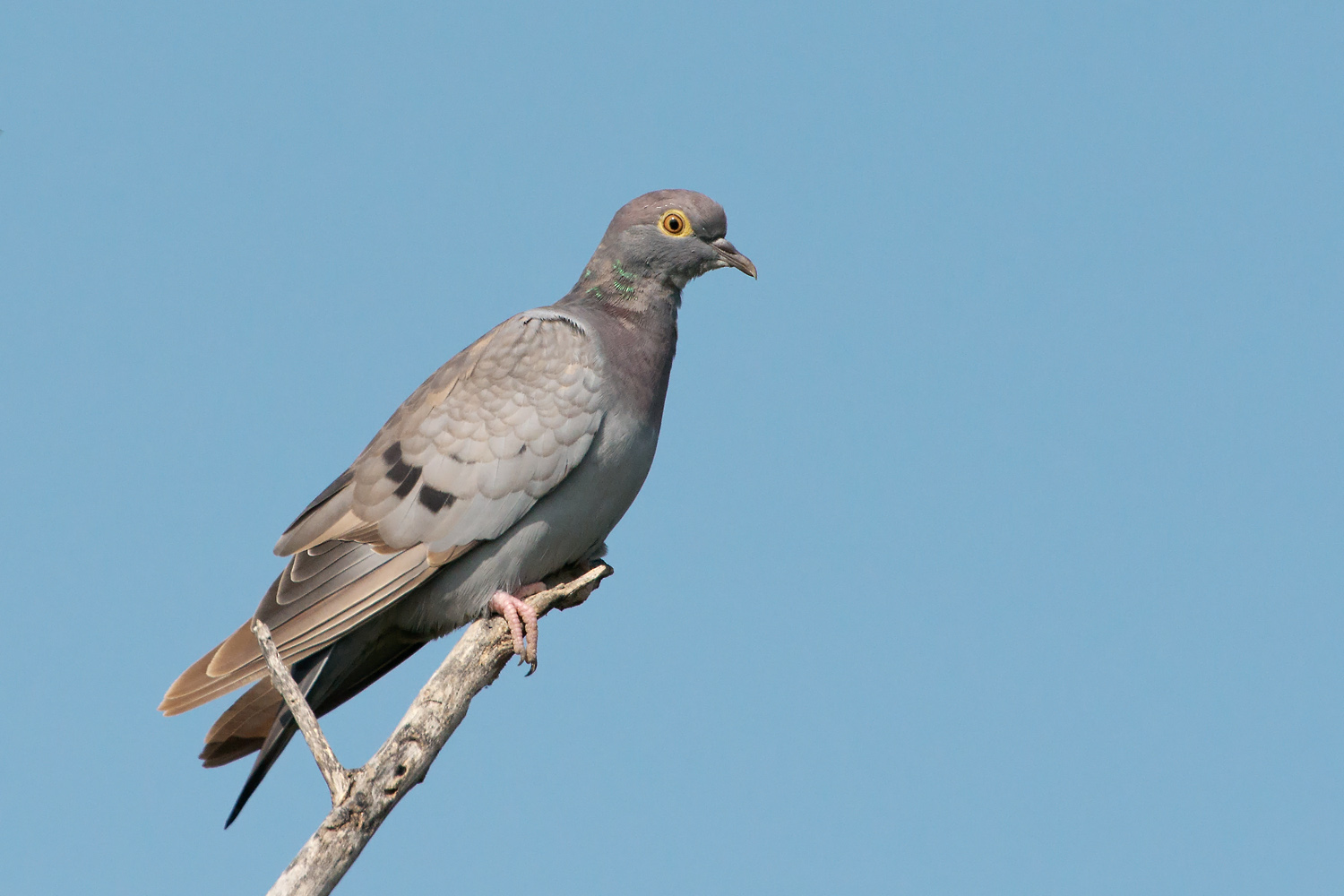
Columba eversmanni
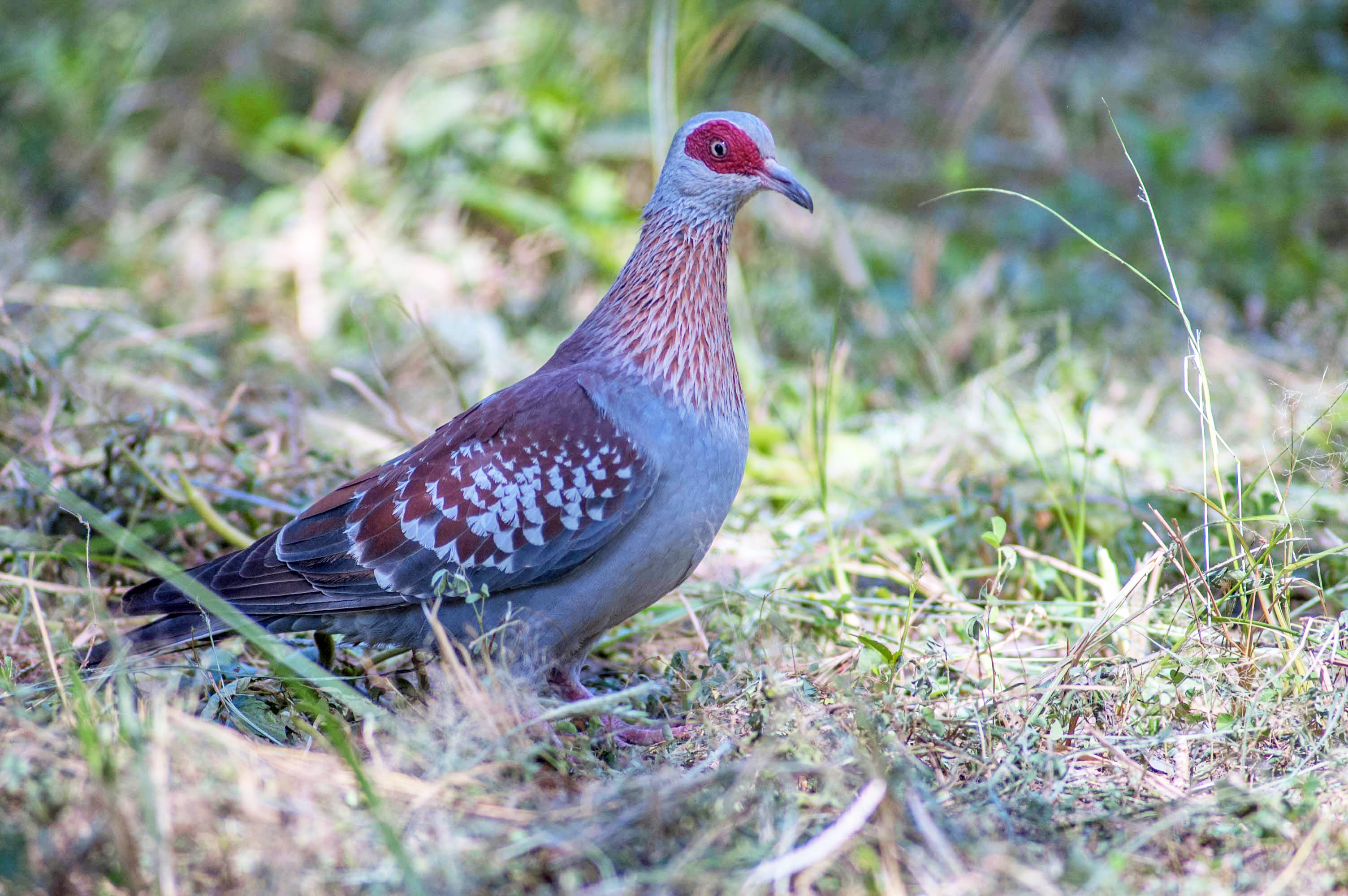
Columba guinea
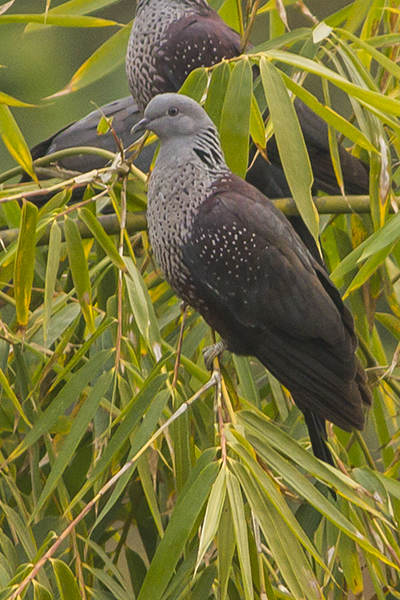
Columba hodgsonii
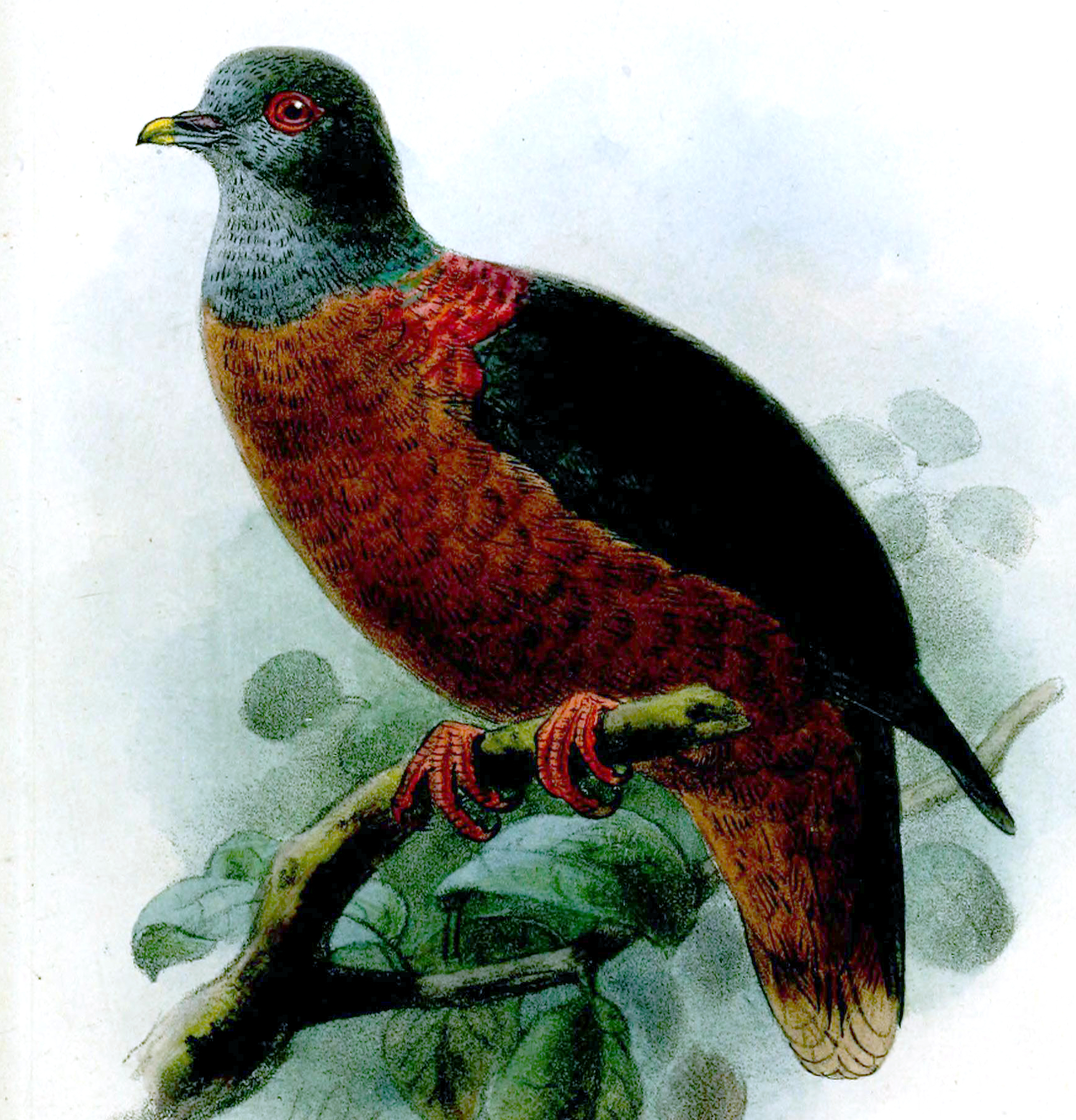
Columba iriditorques
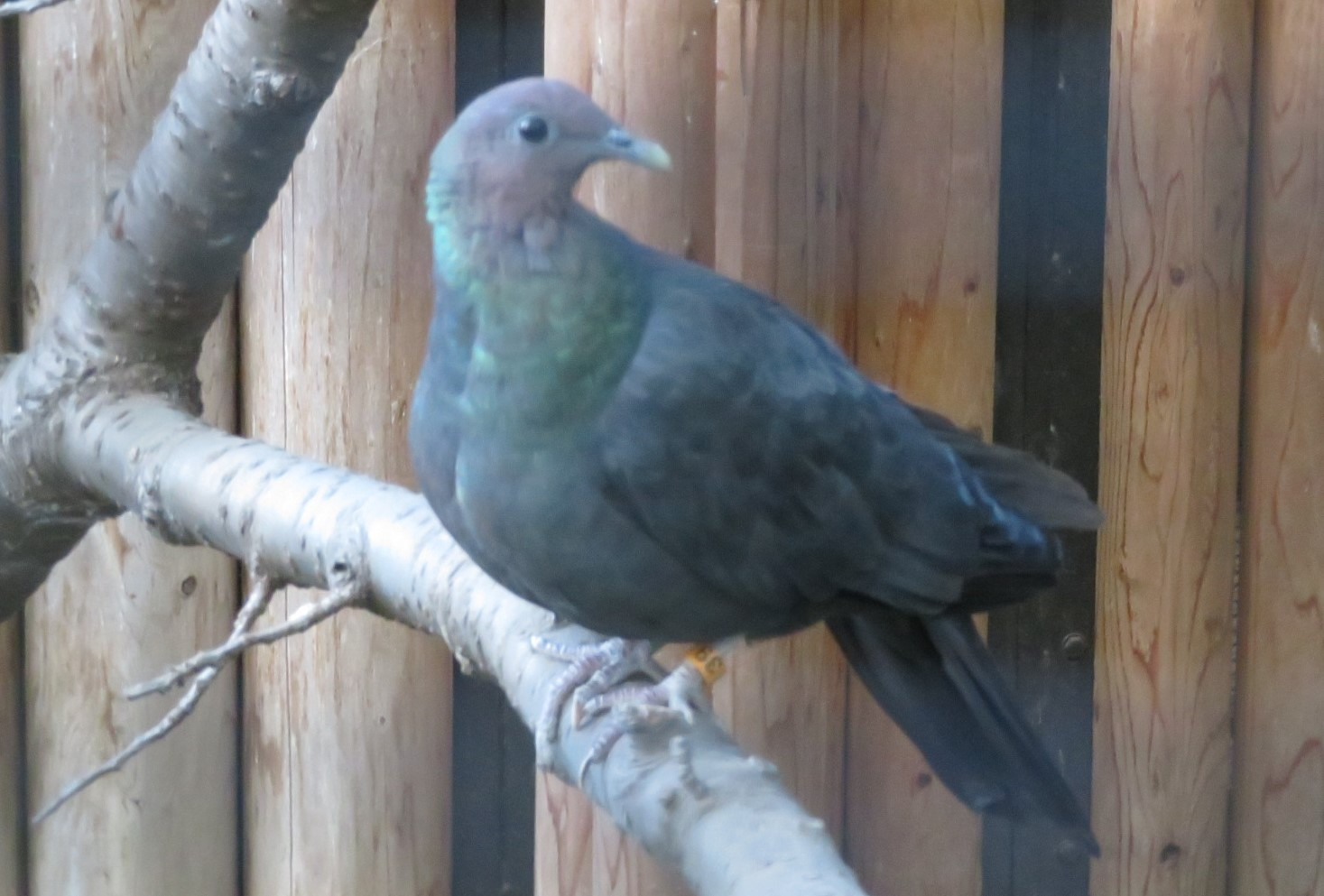
Columba janthina
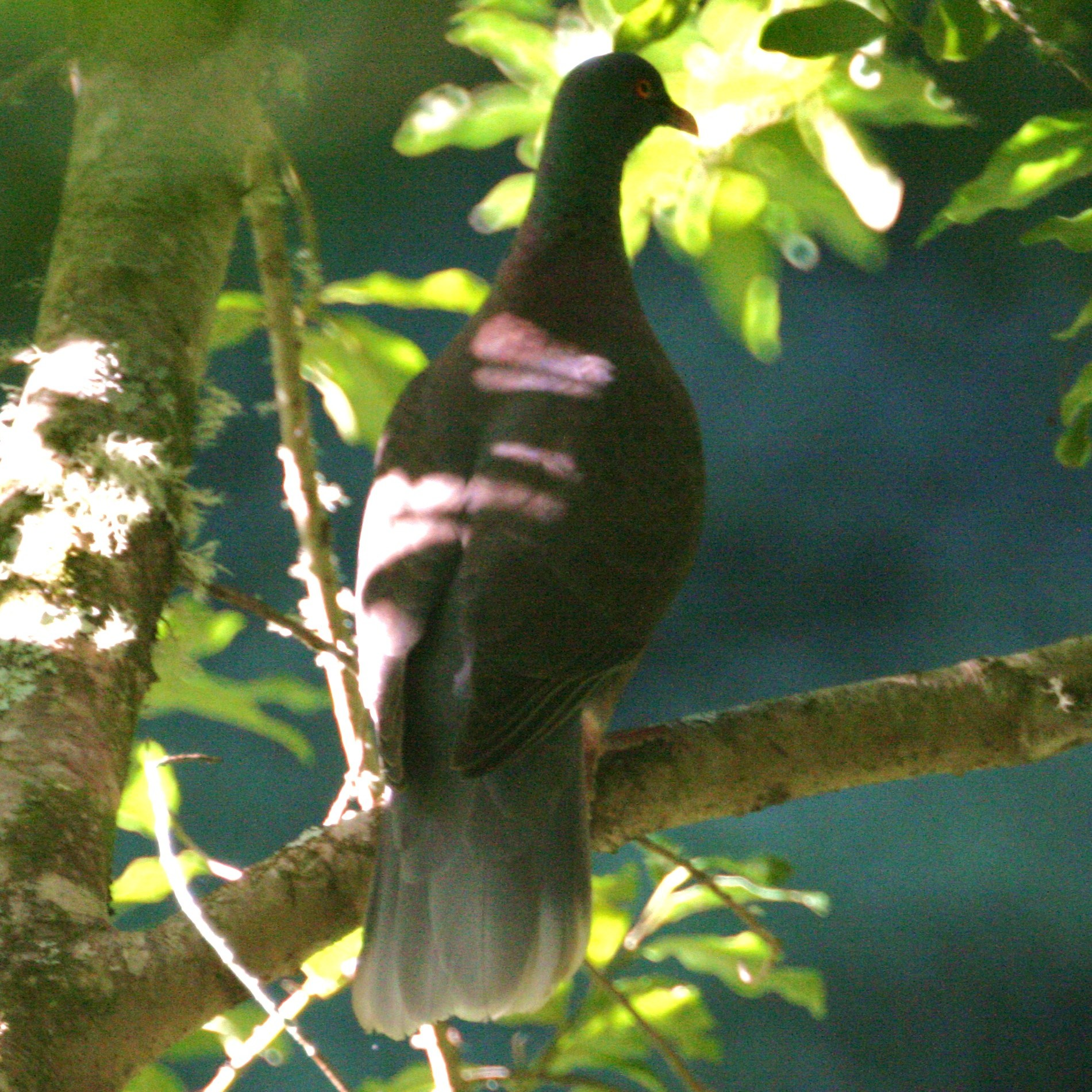
Columba junoniae
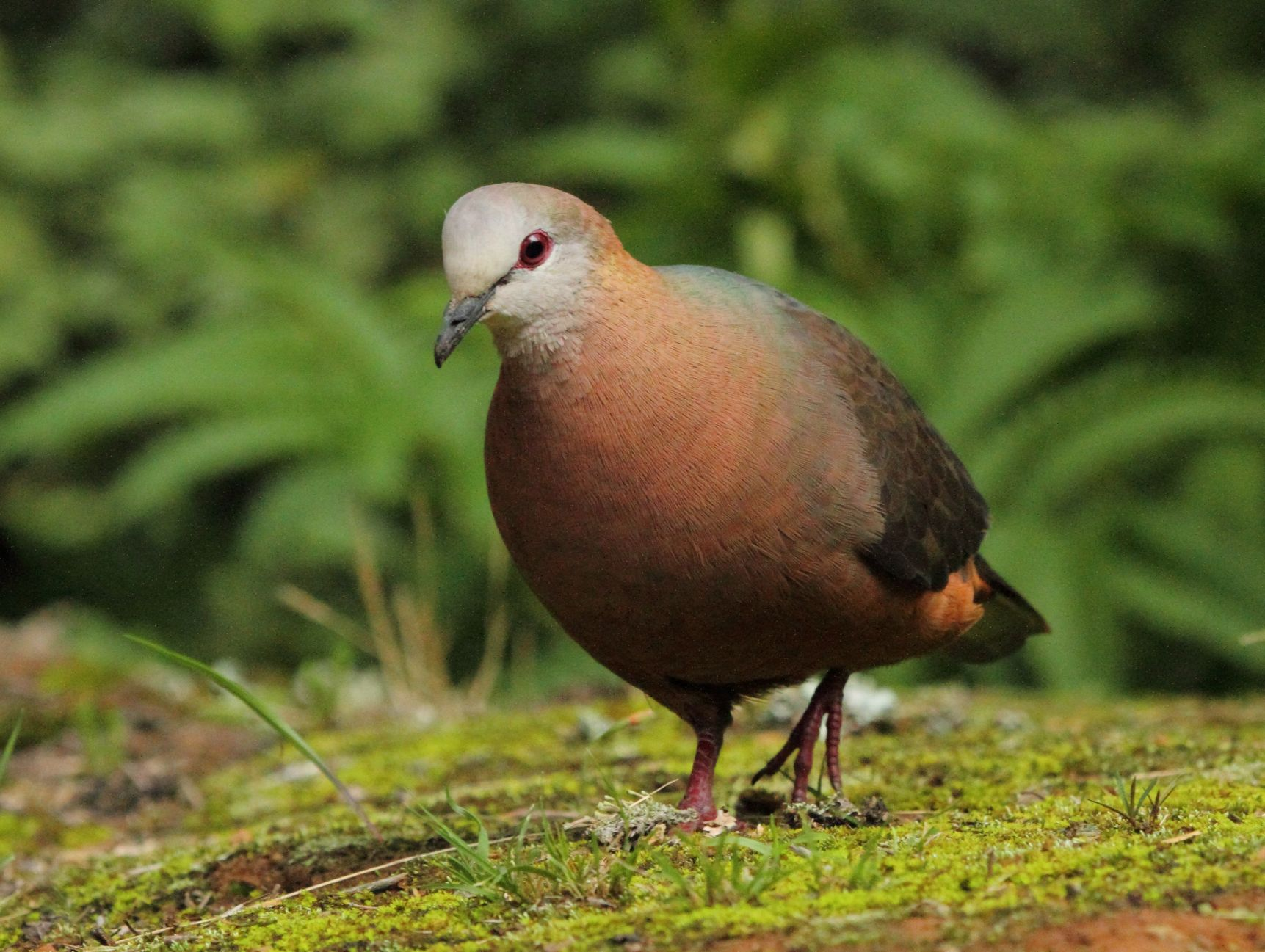
Columba larvata
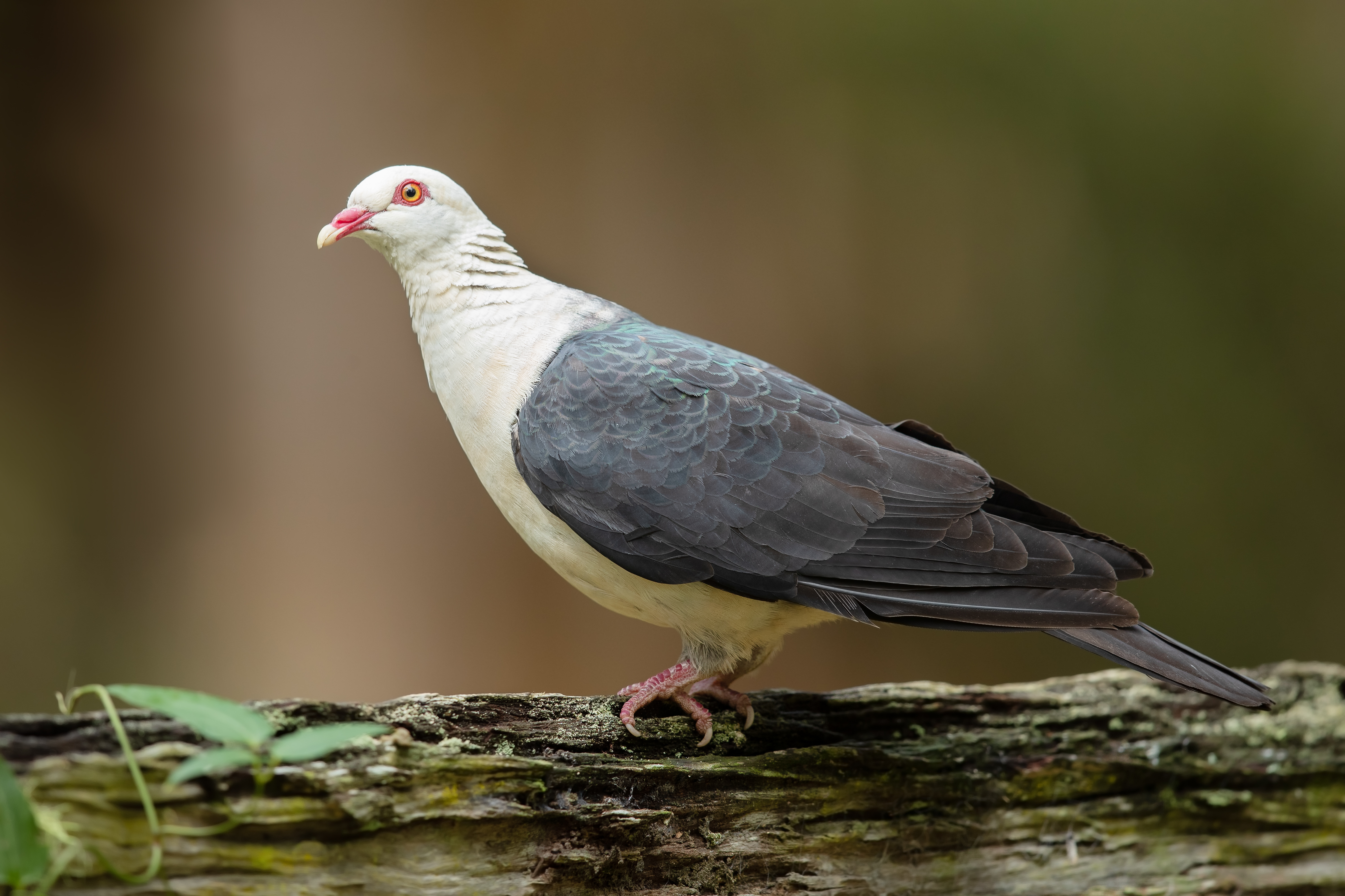
Columba leucomela
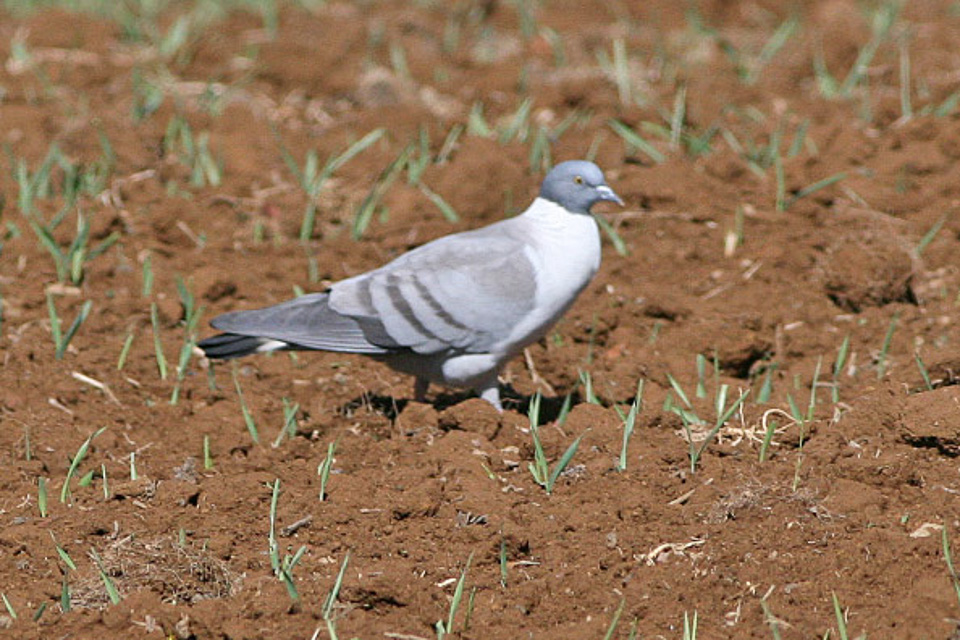
Columba leuconota
Columba livia
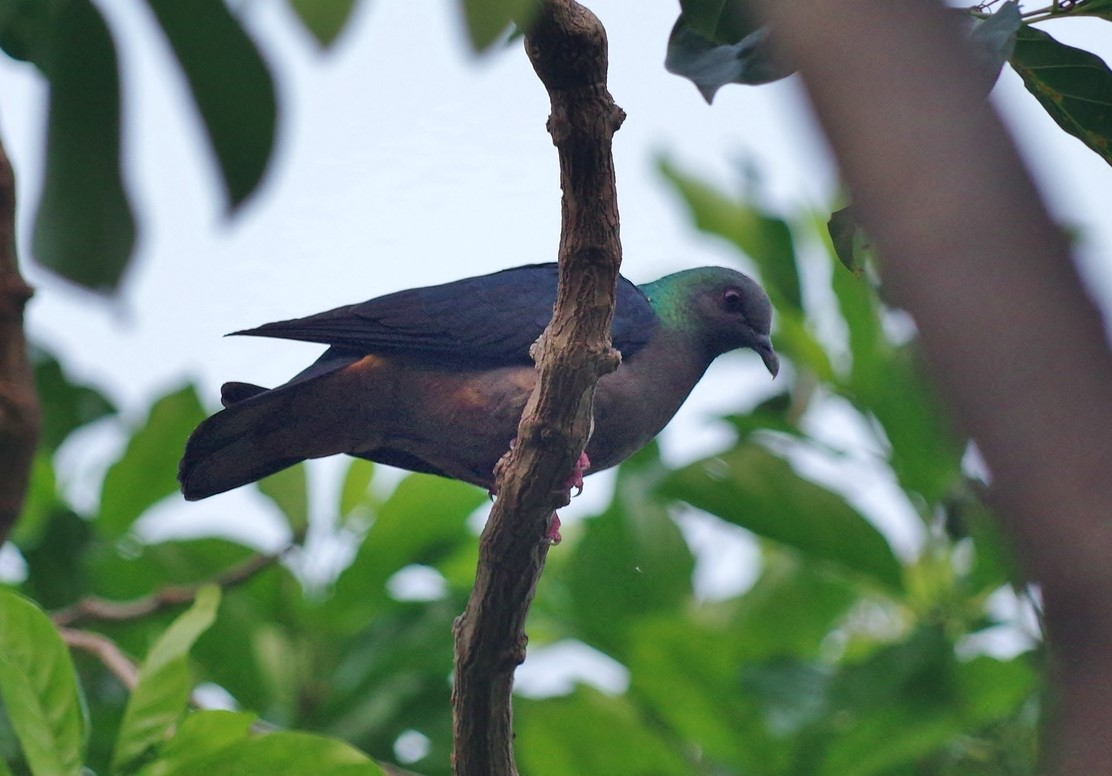
Columba malherbii
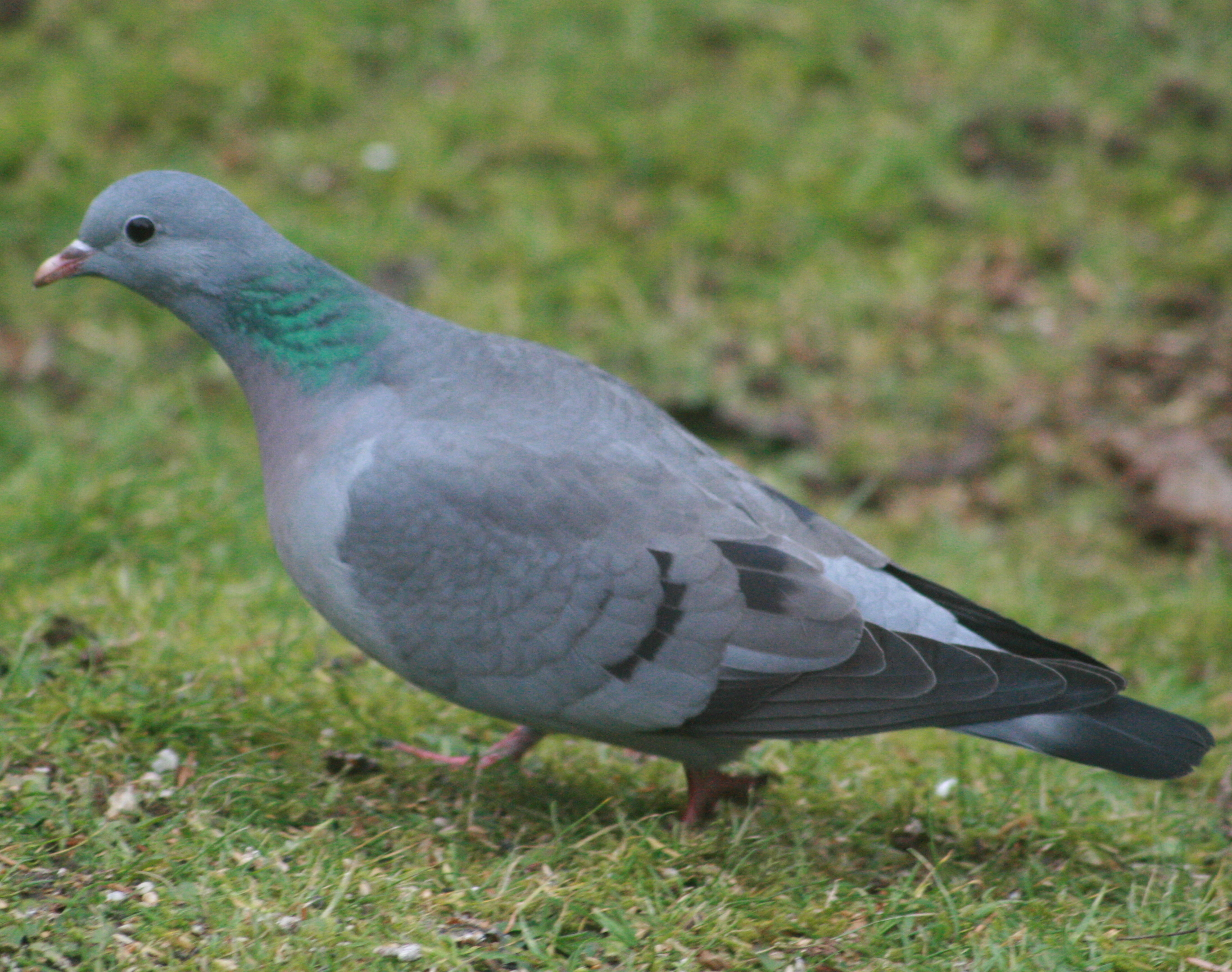
Columba oenas
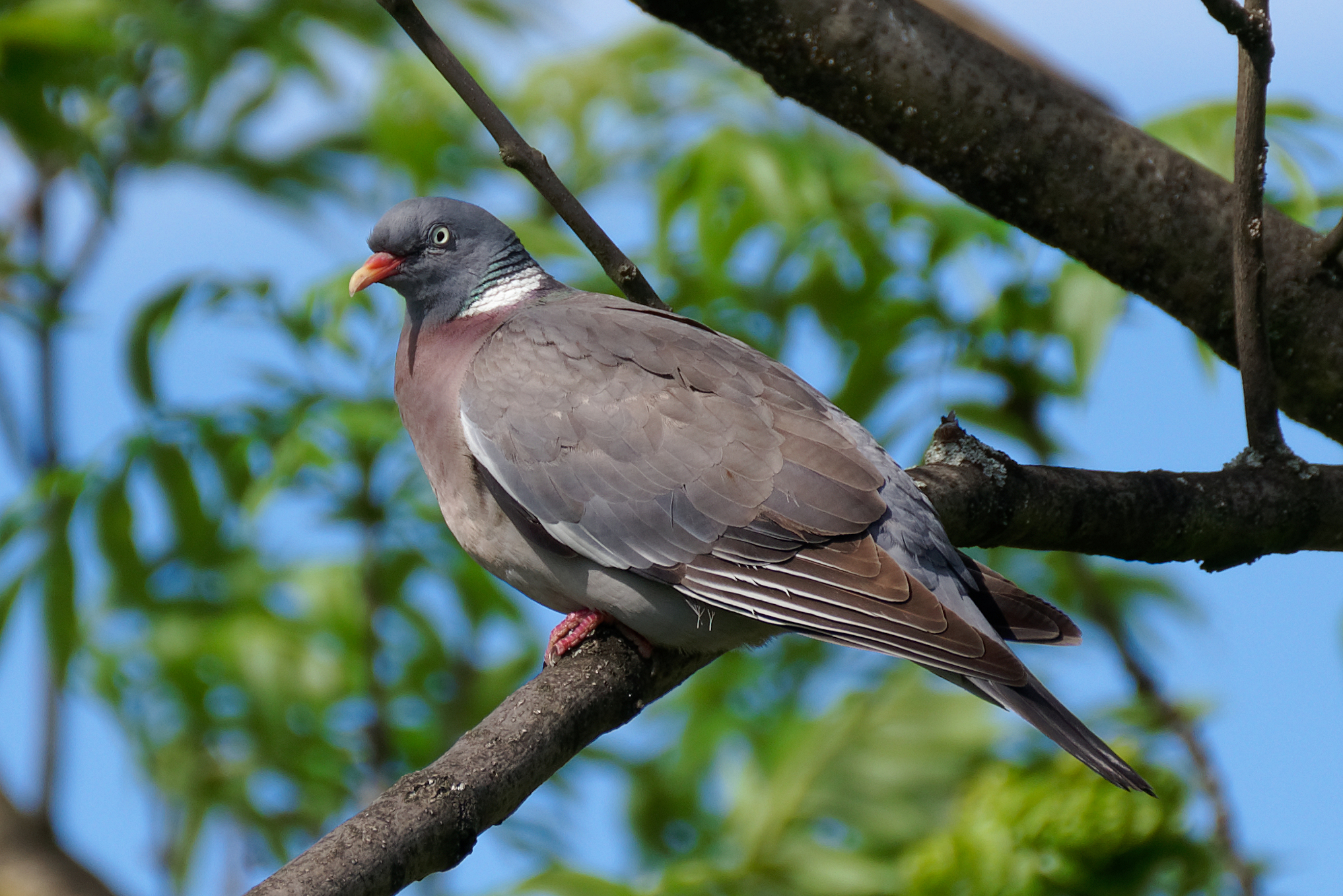
Columba palumbus
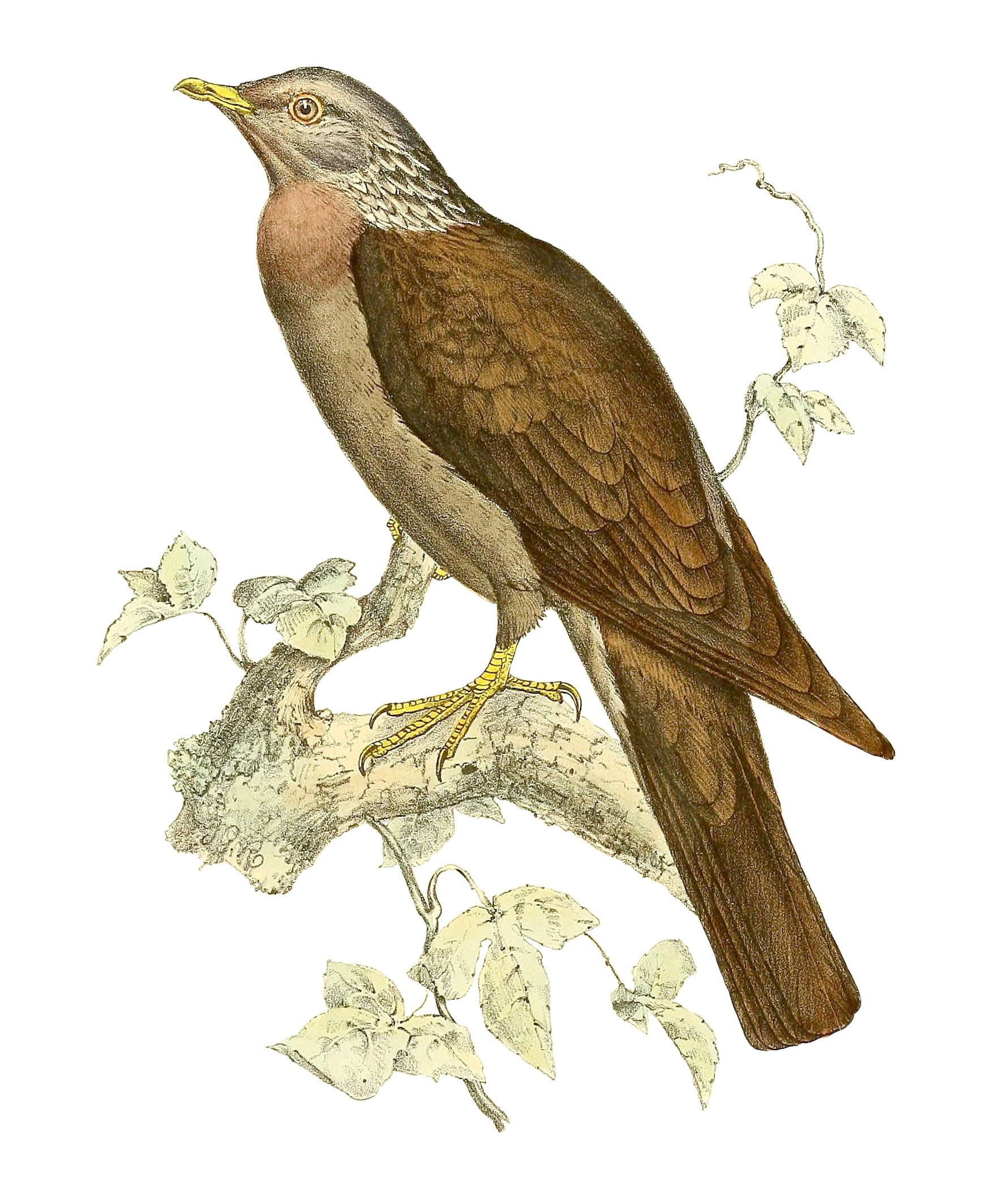
Columba pollenii
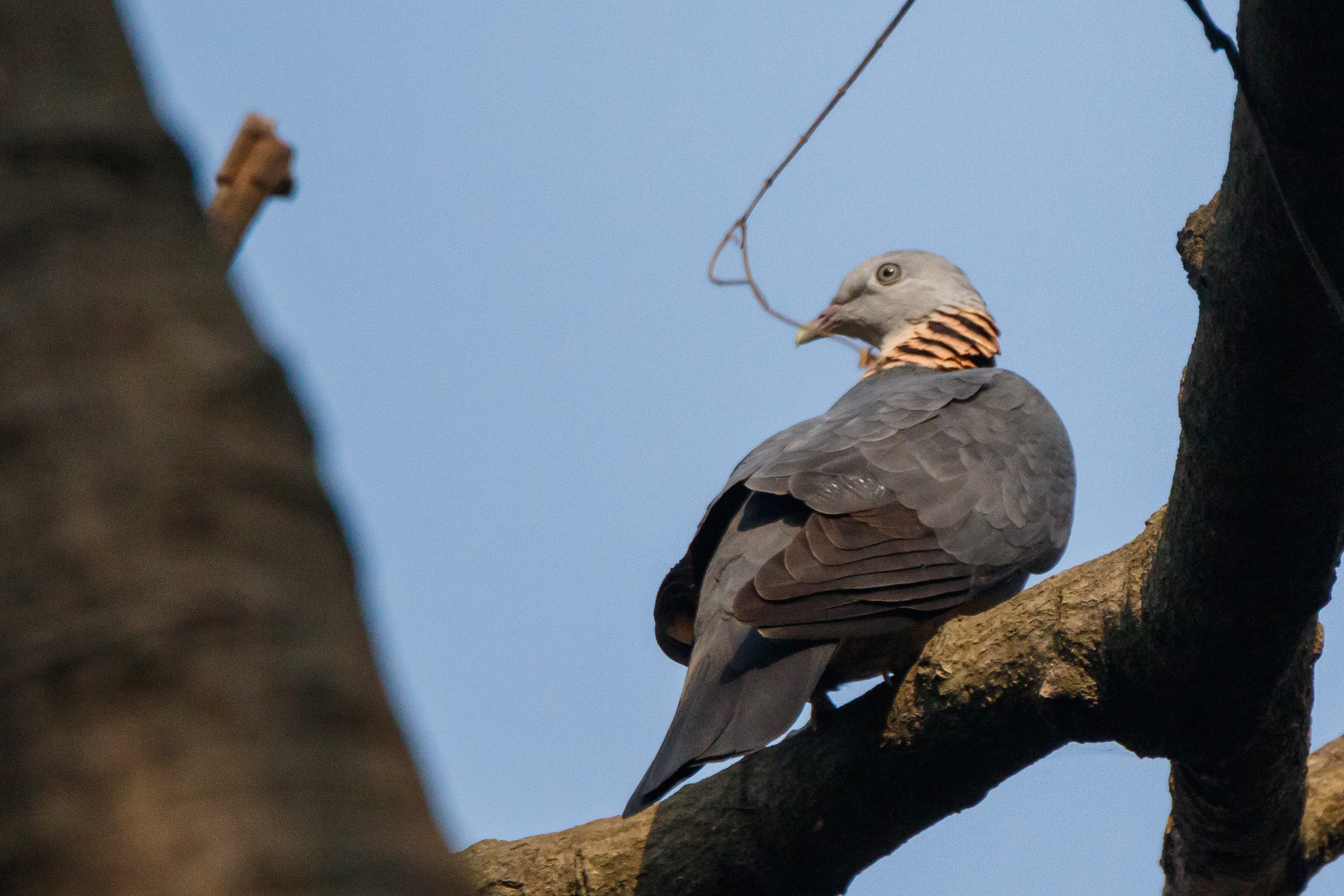
Columba pulchricollis
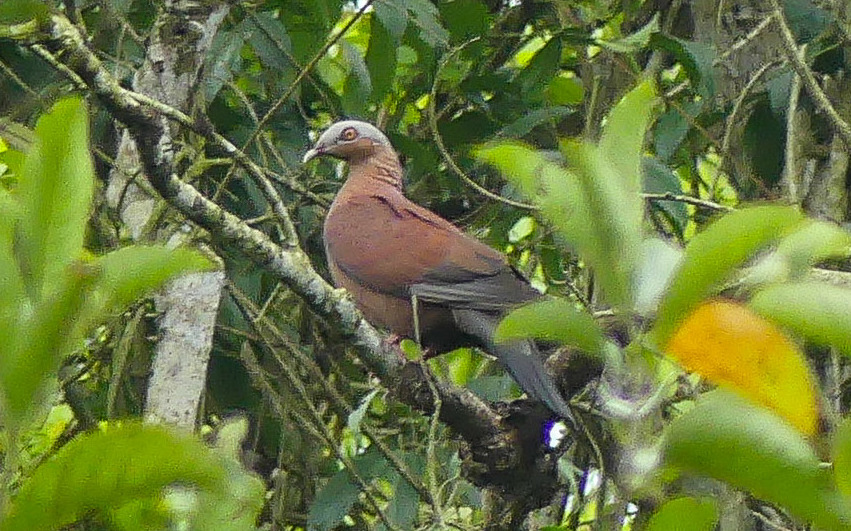
Columba punicea
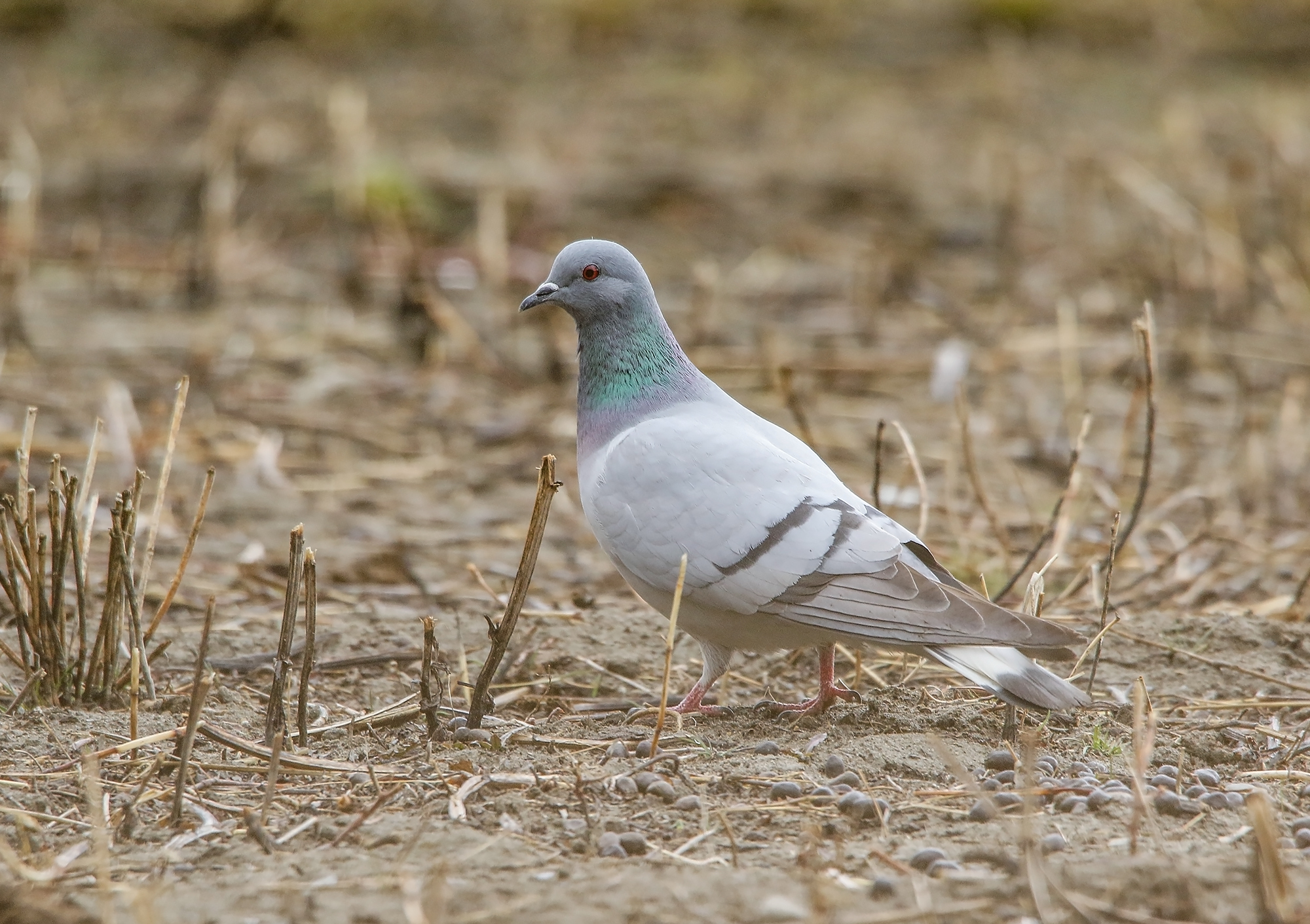
Columba rupestris
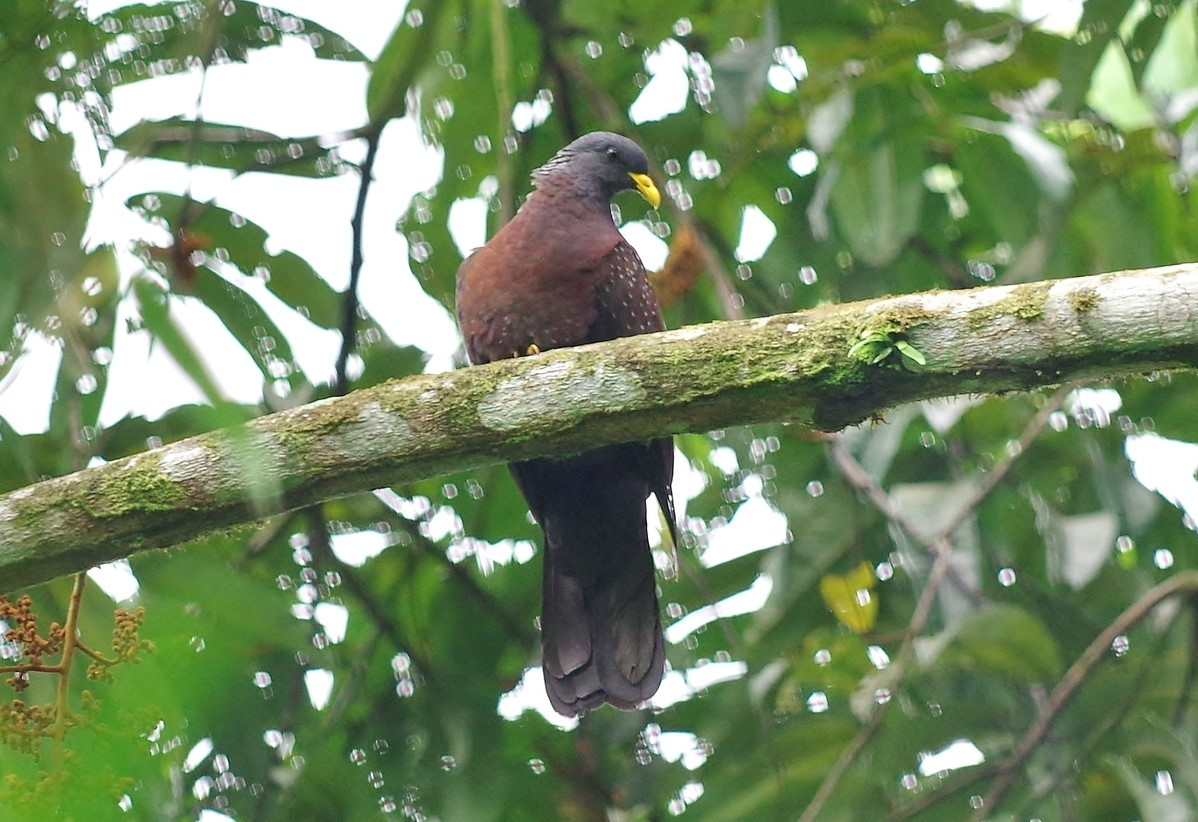
Columba thomensis
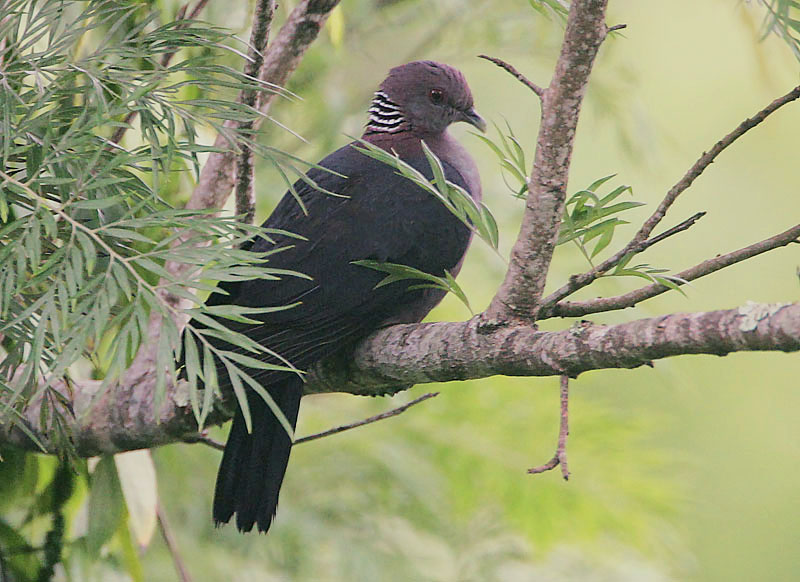
Columba torringtoni
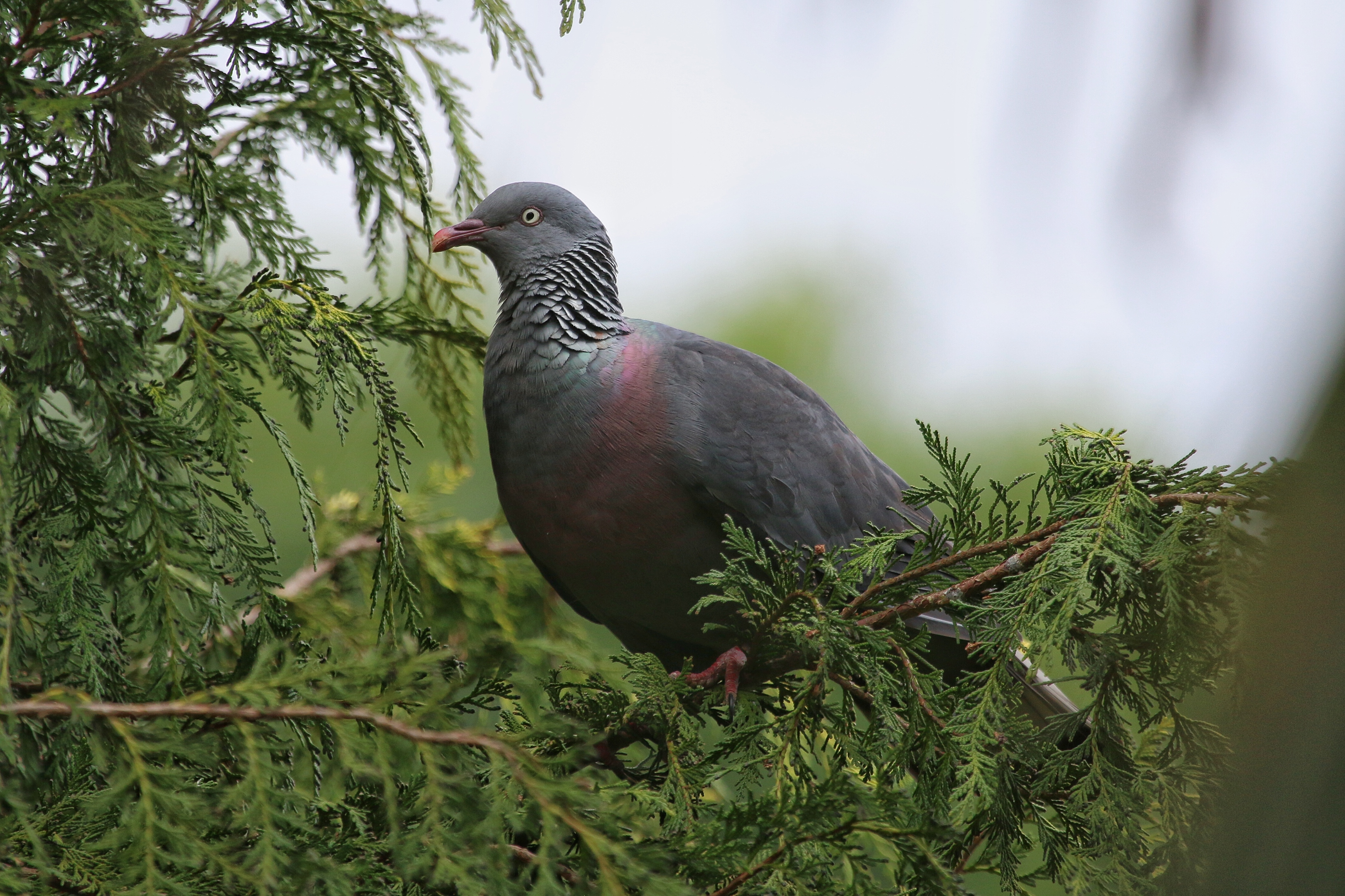
Columba trocaz
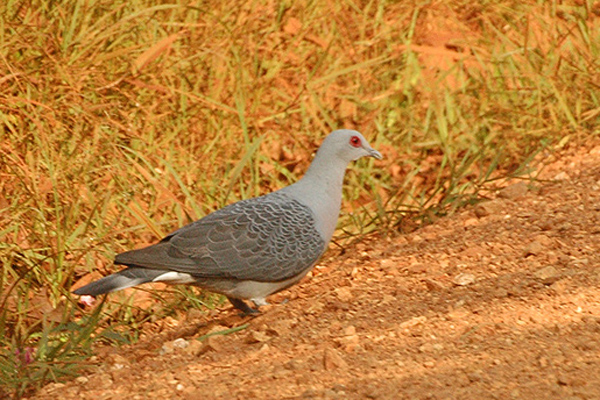
Columba unicincta
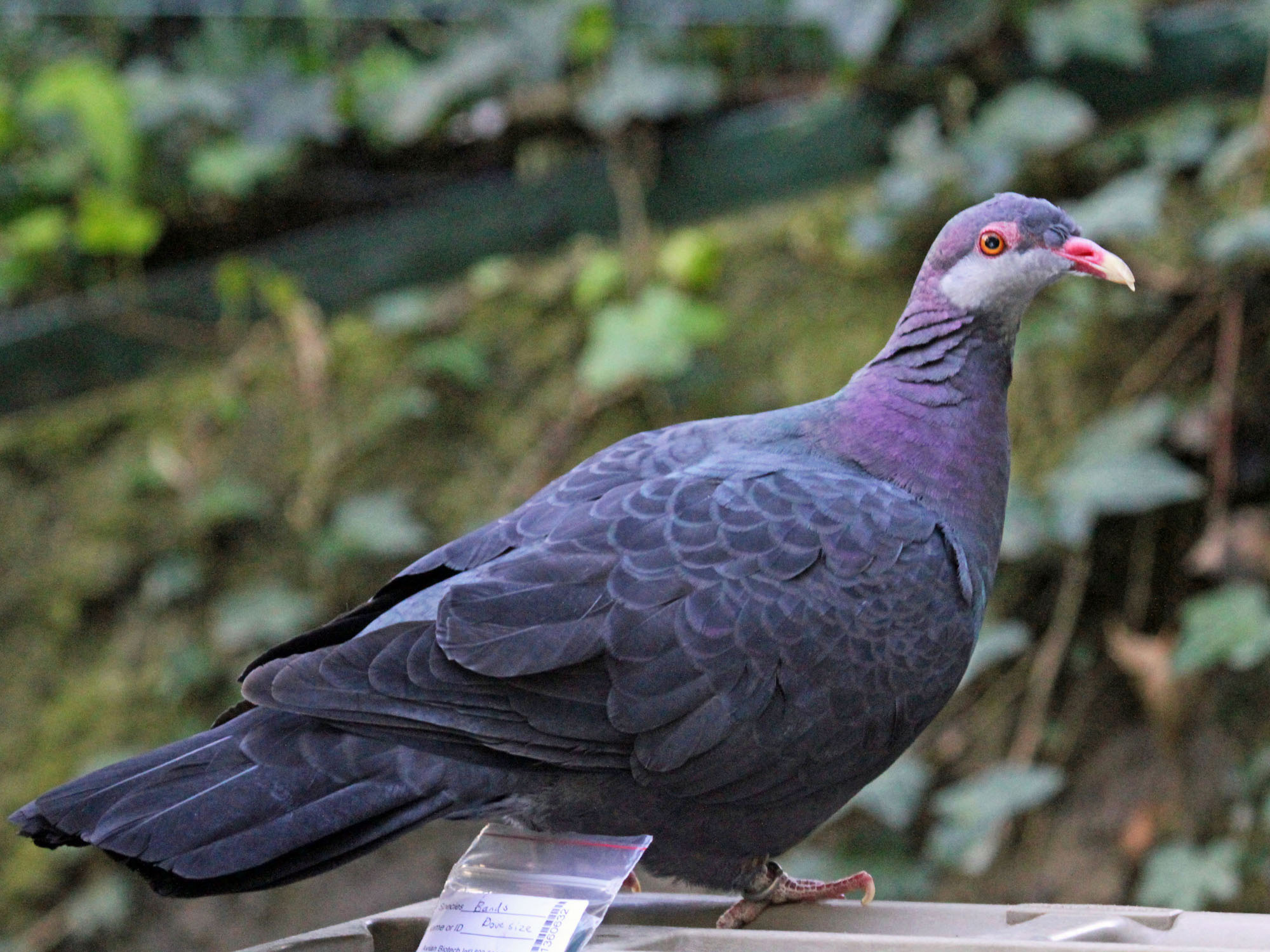
Columba vitiensis
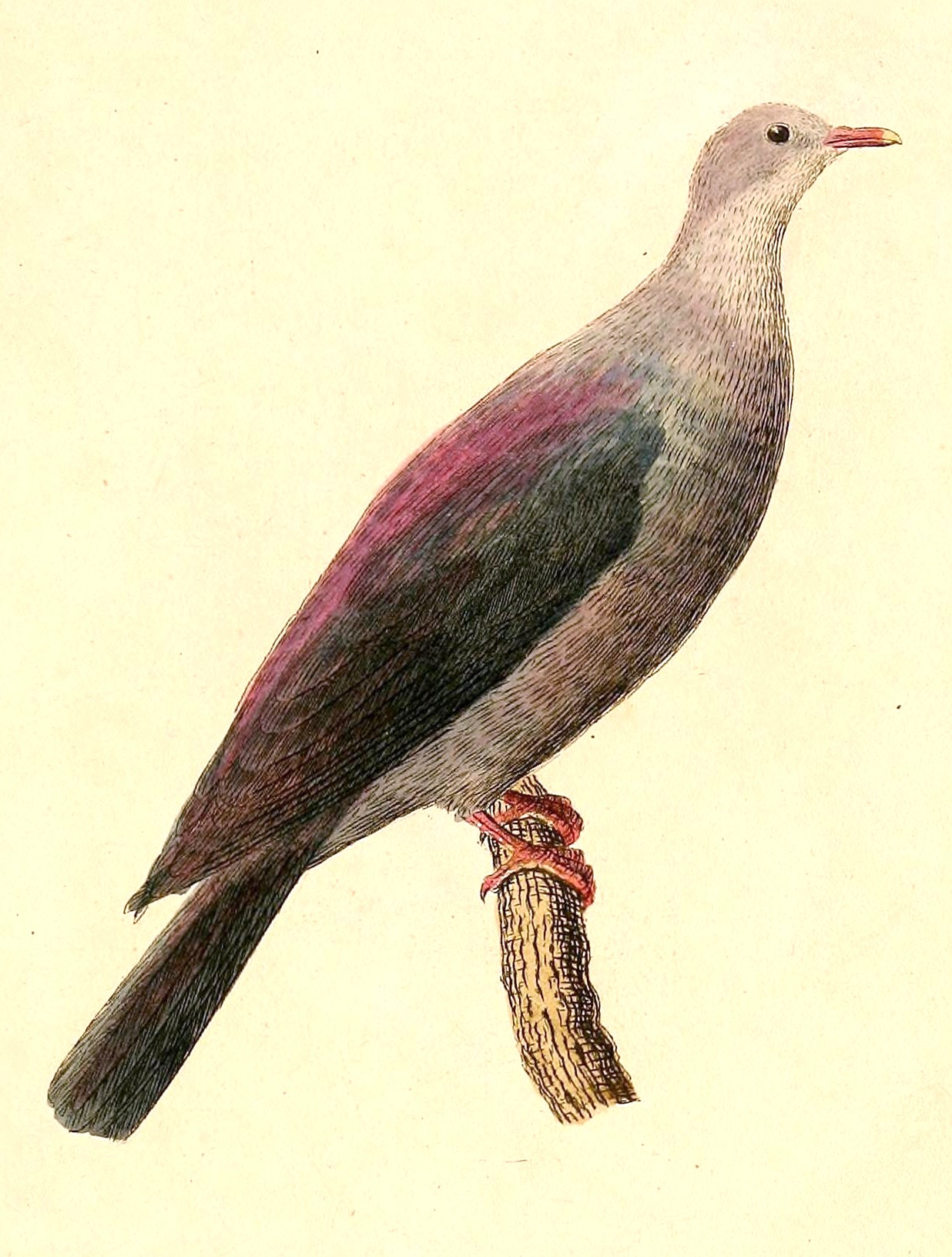
Columba versicolor

Parmi celles-ci, deux espèces éteintes :
- †Columba versicolor – Pigeon de Kittlitz
- †Columba jouyi – Pigeon à col d'argent

Noms en synonymie
- Columba elegans, un synonyme de Phaps elegans, la colombine élégante, une espèce endémique d'Australie.

## Comportement sexuel du pigeon

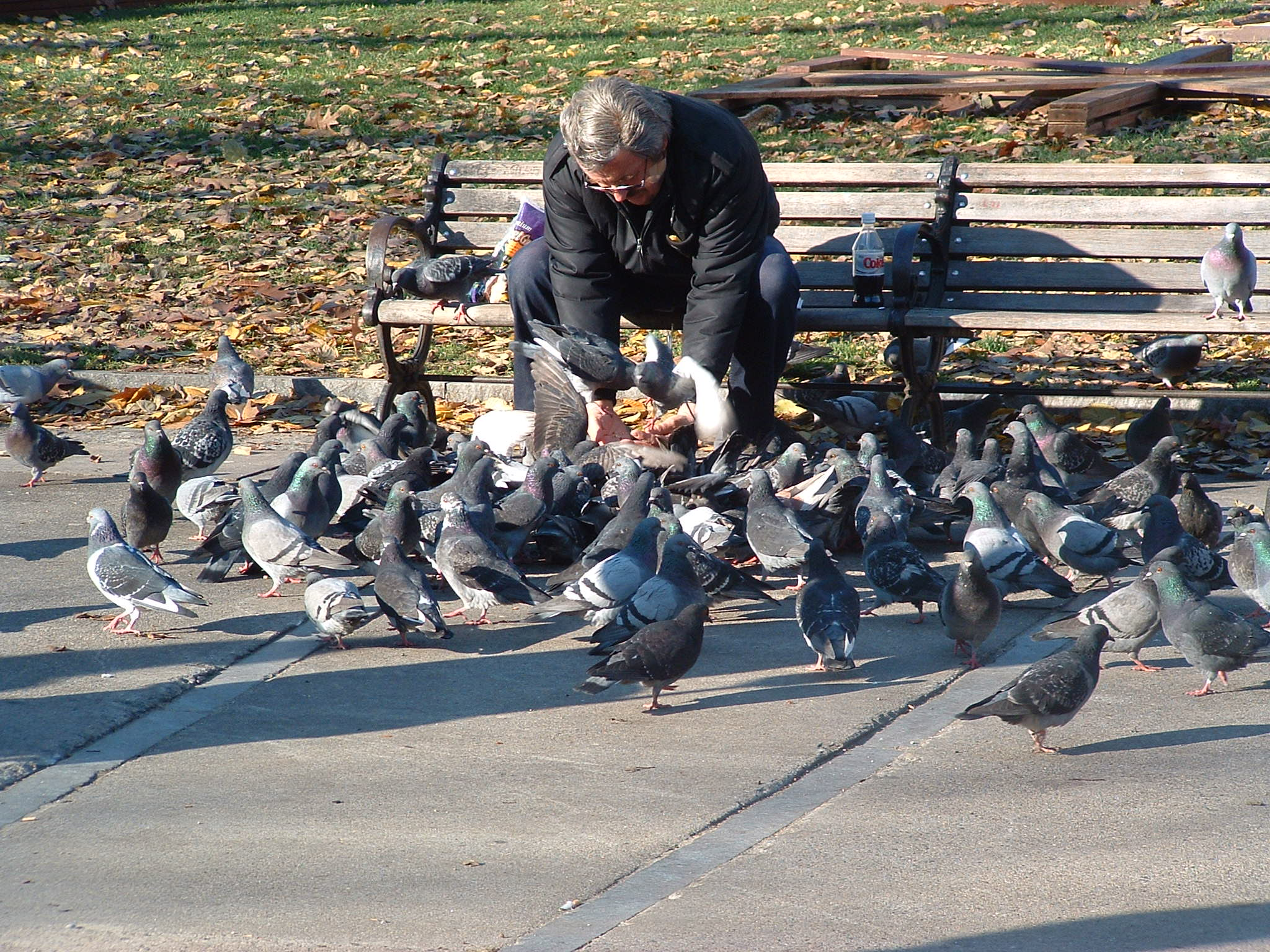
Le pigeon est un des oiseaux les plus proches de l'homme. Il est toutefois interdit de le nourrir dans certaines villes, pour ne pas encourager sa prolifération

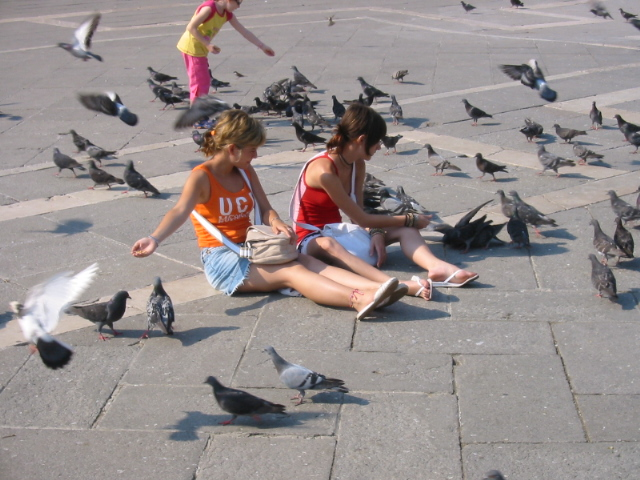
Pigeons de la place Saint-Marc de Venise.

Chez le pigeon, les étapes du comportement sexuel de l'attraction jusqu'à l'accouplement et aux fonctions parentales sont sous un contrôle direct des hormones, la testostérone pour le mâle et la progestérone pour la femelle.  Il s'agit d'une interaction réciproque. Des stimuli déclencheurs chez le partenaire stimulent des hormones contrôlant des comportements qui à leur tour servent de déclencheurs pour le partenaire et ainsi de suite.
Chez le pigeon mâle, la présence d'une femelle favorise la sécrétion de testostérone qui déclenche des comportements proceptifs, tels que la parade nuptiale.  Le mâle tourne sur lui-même en gonflant ses plumes et en balayant le sol avec sa queue ouverte.  Ce comportement d'approche provoque à son tour une sécrétion d’œstrogène chez la femelle.  Elle stimule alors le comportement proceptif caractéristique à son sexe qui sert à communiquer au mâle son état de réceptivité s'il y a lieu, ce qui augmente alors la sécrétion de testostérone du mâle, qui stimule à son tour le comportement proceptif de la femelle.
Les étapes suivantes, construction du nid par les partenaires, copulation qui mène à la ponte par la femelle et à l'incubation, et finalement à l'alimentation des pigeonneaux par les partenaires, sont aussi contrôlées par des hormones. Chez les oiseaux, la ponte est contrôlée par la progestérone.

## Nuisances urbaines
Les pigeons font souvent partie de la faune urbaine. En ville, de nombreux habitants se plaignent des pigeons ou d'une surpopulation de pigeons. Le grief le plus courant est la dégradation des maisons ou des immeubles par les déjections, celles-ci étant particulièrement acides. Pour lutter contre ces volatiles, plusieurs méthodes sont employées, parmi lesquelles les pigeonniers contraceptifs ou la capture et la stérilisation.

## Recherche
- 2007. À l'Université de Francfort (Allemagne), l'équipe de Gerta Fleissner a mis en évidence une structure nerveuse complexe dans la peau de la partie supérieure du bec du pigeon[réf. nécessaire].

Cette structure contenant des particules de magnétite et de maghémite (deux oxydes de fer) serait sensible au champ magnétique terrestre, servant ainsi de magnétomètre au pigeon lors de son vol.
- Depuis 2007, 6 laboratoires d'universités d'Ile-de-France et de Liège en Belgique et trois associations travaillent sur des programmes de recherche-action sur le pigeon en ville.

## Symbolique

### Calendrier républicain
- Dans le calendrier républicain, le Pigeon était le nom attribué au 25e jour du mois de germinal[1], généralement chaque 14 avril du calendrier grégorien.

## Culture populaire

### Littérature
Le Pigeon, roman de Patrick Süskind publié en 1987, narre la journée infernale de Jonathan Noël, un Parisien solitaire vigile de profession, qui endure une crise existentielle lorsqu'il s'aperçoit qu'un pigeon, symbole de désordre dans l'existence soigneusement rangée du protagoniste, se tient devant la porte de sa chambre de bonne.

## Sémantique
On parlait autrefois en France de coulomb, terme qui désignait indistinctement colombes et pigeons, et de pijon ou  pigon (1488) ; ainsi que de pigeons de mer (1835).
Diverses locutions incluaient le mot « pigeon » :
- le cœur de pigeon était en 1690 une « sorte de cerise » Jean-Baptiste de La Quintinie, 1690, Instruction pour les jardins fruitiers et potagers.
- « aile de pigeon » pouvait signifier « poignée de plâtre gâché que l'ouvrier lève à la main ou à la truelle et qu'il dépose sans le plaquer ou le lancer »[5],[6].

Le terme « pigeon » isolé pouvait aussi désigner :
- « chacune des demi-mailles par lesquelles on commence un filet de pêche » 1769[7];
- « morceau de pierre dans la chaux »[8] ;
- « petit morceau de bois ou de métal qu'on place dans l'onglet d'un cadre pour le renforcer » 1842 [9].

Dans le nord de la France, on parle aussi de coulombs, de coulons, ou coulars. Les éleveurs de pigeons voyageurs y sont appelés coulonneux.
Dans les dictionnaires du XIXe siècle, « plumer le pigeon » signifie filouter, duper, tromper un homme simple et naturel.  Dans la seconde moitié du XIXe siècle, on utilise le mot  « pigeonnant » pour définir ce qui rappelle la forme d’une gorge de pigeon (étymologie reprise du Trésor de la langue française informatisé), ce qui conduira à parler soutiens-gorge à décolleté pigeonnant.
De nos jours, un pigeon est un homme qu'on peut « plumer », en abusant de sa naïveté pour profiter de lui.  Dans le langage familier, c'est un homme facile à duper.   (Dictionnaire Français Larousse).